# Alexandre-M. Clerk
Alexandre-Marie Clerk (* 31. August 1861 in Montreal; † 27. Juli 1932 ebenda) war ein kanadischer Komponist und Dirigent.

## Leben und Wirken
Clerk folgte 1896 seinem Lehrer Romain-Octave Pelletier als Dirigent an der Église du Gesù nach. Unter seiner Leitung führte der Chor der Kirche unter anderem das Oratorium Le Paradis perdu von Théodore Dubois, La Vierge und Marie-Magdeleine von Jules Massenet und The Sun-Worshippers von Arthur Goring Thomas auf.
1903 folgte er Charles Labelle an der Kirche Saint-Louis-de-France nach, wo er Oratorien und konzertante Opernaufführungen dirigierte. Er komponierte vier Messen und andere kirchenmusikalische Werke.
Sein Großneffe André Clerk war Produzent von Musikprogrammen für die CBC.